# Maria Rovira i Torrens
Maria Rovira i Torrens   (Barcelona, 18 de febrer de 1988) és una psicòloga i política catalana. Fou regidora a l'Ajuntament de Barcelona, consellera de l'Àrea Metropolitana de Barcelona i diputada de la Diputació de Barcelona.
És psicòloga de formació, especialitzada en educació emocional i innovació social. Col·laboradora professional en projectes del Departament de Psicologia Social de la Universitat de Barcelona. Té experiència laboral en el departament de recursos humans en empreses del sector de l'educació i la cultura. Ha treballat de tècnica d'innovació social en una fundació, on ha dut a terme tasques de recerca i ha treballat en diferents programes d'acompanyament a projectes d'innovació social.
Ha participat en espais feministes i ha focalitzat la seva activitat en la construcció del moviment juvenil, mitjançant l'Assemblea de Joves de l'Eixample Nord, actualment Arran Sagrada Família. Ha estat membre de la mesa del Consell Polític Nacional de la Candidatura d'Unitat Popular (CUP) i representant de Barcelona en aquest mateix òrgan. Ha participat en la creació i la consolidació de la Trobada Popular Municipalista de Barcelona, com a coordinadora de l'eix de Joventut, del qual va ser una de les portaveus. Forma part del Casal Independentista La Cruïlla, en la comissió de dinamització del qual ha participat i va participar en la creació de la cooperativa Arrels.
Va coencapçalar la CUP a l'Ajuntament de Barcelona en les eleccions locals de 2015, essent elegida regidora. Va ésser escollida candidata en la vuitena posició per Barcelona en les eleccions al Parlament de Catalunya de 2017.
El juny de 2016 va denunciar, sent diputada provincial de Barcelona, junt a dos sindicalistes de la CGT el presumpte desviament de fons fet per la Diputació de Barcelona. Aquesta denuncia portà a fer-se l'Operació Estela. En setembre de 2016 va denunciar que fou agredida sexualment.
Fou diputada provincial de 2015 fins a 2019, exercint de vocal de la Comissió Informativa i de Seguiment d'Atenció a les Persones i portaveu del grup polític CUP-PA a la Diputació de Barcelona.
El setembre de 2017, el Sindicat de Policies va considerar que Maria Rovira va cometre un delicte d'injúries a cossos i forces de seguretat, per les seves intervenciions en el debat sobre la concessió de medalles a polciies de la Guàrdia Urbana i els Mossos d'Esquadra, en les quals afirmà “No dubtem de la valentia i honestedat de moltes de les persones que són membres de les diferents Forces i Cossos de Seguretat de l’Estat i del compromís amb la vida i la justícia que tenen, malgrat que els Cossos com a tal, tenen una funció socialment repressiva i compromesa amb l’ordre vigent, un ordre vigent injust” però denuncià “La impunitat que impera a la Guàrdia Urbana de Barcelona, braç executor del racisme institucional als carrers” i també assegurà que als Mossos d'Esquadra "van executar extrajudicialment" set persones, arran dels atemptats terroristes de Rambla de Barcelona i Cambrils l'agost de 2017. L'acusació presentada pel bufet d'advocats Aranda Megar & Tasies va ser arxivada pel jutjat d'instrucció, i després d'un recurs de les acusacions, arxivada definitivament per l’Audiència Provincial de Barcelona el març de 2019 que sentencià que aquelles expressions s’inscriuen dins l’àmbit de la llibertat d’expressió. la CUP i Alerta Solidària van denunciar després d'aquest arxivament "l’ús instrumental del sistema penal per part dels sindicats policials, amb la intencionalitat de fer callar aquelles persones que denuncien les seves males pràctiques, intentant posar llums on hi ha ombres".